# 1536 Pielinen
1536 Pielinen eller 1939 SE är en asteroid upptäckt den 18 september 1939 av den finske astronomen Yrjö Väisälä vid Storheikkilä observatorium. Asteroiden är uppkallad efter sjön Pielisjärvi (finska Pielinen) i Finland.
Den tillhör asteroidgruppen Flora.